# Elecciones parlamentarias de Nauru de 2019

Mapa de Nauru

Bandera de la República de Nauru

Las elecciones parlamentarias se realizaron en la República de Nauru el 24 de agosto de 2019 para elegir a los 19 miembros de Parlamento de Nauru. El presidente del país Baron Waqa perdió su escaño en su circunscripción de Boe, por lo que no es elegible para un tercer mandato.

## Geografía
Cabe destacar que Nauru, con tan solo 21,3 km², es el tercer país más pequeño del mundo tras la Ciudad del Vaticano y Mónaco.

## Sistema electoral
Los 19 miembros del Parlamento de Nauru son elegidos de entre ocho distritos electorales que utilizan el sistema Dowdall, una versión de votación clasificada; los votantes clasifican a los candidatos, y los votos se cuentan como una fracción de uno dividido por el número de clasificación (por ejemplo, un candidato clasificado en segundo lugar se calificará como ½); Los candidatos con el total más alto son elegidos.

## Resultados

### Aiwo
| Rennier Gadabu                     | 177                       | 189                       | 106                       | 81                        | 69                        | 54                        | 97                        | 35                        | 368.115 | Electo         |
| Milton Dube                        | 193                       | 94                        | 54                        | 55                        | 56                        | 50                        | 106                       | 200                       | 331.426 | Reelecto       |
| Aaron Cook                         | 170                       | 128                       | 74                        | 55                        | 41                        | 55                        | 133                       | 152                       | 327.783 | Escaño perdido |
| Delvin Thoma                       | 99                        | 113                       | 159                       | 168                       | 102                       | 87                        | 55                        | 25                        | 296.382 |                |
| Preston Thoma                      | 102                       | 59                        | 69                        | 78                        | 123                       | 125                       | 95                        | 157                       | 252.630 |                |
| Dantes Tsitsi                      | 33                        | 58                        | 118                       | 144                       | 137                       | 154                       | 100                       | 64                        | 212.686 |                |
| Evi Agir                           | 26                        | 89                        | 99                        | 108                       | 153                       | 150                       | 121                       | 62                        | 211.136 |                |
| Lance Agir                         | 8                         | 78                        | 129                       | 119                       | 127                       | 133                       | 101                       | 113                       | 195.870 |                |
| Votos inválidos/en blanco          | Votos inválidos/en blanco | Votos inválidos/en blanco | Votos inválidos/en blanco | Votos inválidos/en blanco | Votos inválidos/en blanco | Votos inválidos/en blanco | Votos inválidos/en blanco | Votos inválidos/en blanco | 15      |                |
| Total                              | Total                     | Total                     | Total                     | Total                     | Total                     | Total                     | Total                     | Total                     | 823     |                |
| Fuente: Nauru Electoral Commission |                           |                           |                           |                           |                           |                           |                           |                           |         |                |

### Anabar
| Maverick Eoe                       | 157                       | 128                       | 76                        | 71                        | 56                        | 65                        | 286.117 | Electo         |
| Pyon Deiye                         | 150                       | 107                       | 95                        | 64                        | 68                        | 69                        | 276.267 | Electo         |
| Ludwig Scotty                      | 116                       | 37                        | 54                        | 56                        | 59                        | 231                       | 216.800 |                |
| Riddell Akua                       | 83                        | 73                        | 61                        | 86                        | 180                       | 70                        | 209.000 | Escaño perdido |
| Jeb Bop                            | 29                        | 116                       | 158                       | 104                       | 96                        | 50                        | 193.200 |                |
| Transom Duburiya                   | 18                        | 92                        | 109                       | 172                       | 94                        | 68                        | 173.467 |                |
| Votos inválidos/en blanco          | Votos inválidos/en blanco | Votos inválidos/en blanco | Votos inválidos/en blanco | Votos inválidos/en blanco | Votos inválidos/en blanco | Votos inválidos/en blanco | 8       |                |
| Total                              | Total                     | Total                     | Total                     | Total                     | Total                     | Total                     | 561     |                |
| Fuente: Nauru Electoral Commission |                           |                           |                           |                           |                           |                           |         |                |

### Anetan
| Timothy Ika                        | 412                       | 253                       | 49                        | 22                        | 20                        | 24                        | 79                        | 50                        | 585.869 | Electo         |
| Marcus Stephen                     | 158                       | 100                       | 72                        | 59                        | 51                        | 65                        | 214                       | 190                       | 322.105 | Electo         |
| Antonius Atuen                     | 118                       | 118                       | 103                       | 92                        | 114                       | 174                       | 160                       | 30                        | 312.740 |                |
| Cyril Buraman                      | 163                       | 71                        | 47                        | 34                        | 50                        | 84                        | 91                        | 369                       | 305.792 | Escaño perdido |
| Vaiuli Amoe                        | 3                         | 133                       | 269                       | 218                       | 111                       | 87                        | 54                        | 34                        | 262.331 |                |
| Konrad Ika                         | 37                        | 78                        | 178                       | 186                       | 194                       | 143                       | 51                        | 42                        | 257.002 |                |
| Joseph Harris                      | 15                        | 109                       | 96                        | 175                       | 216                       | 130                       | 121                       | 47                        | 233.277 |                |
| Darryl Tom                         | 3                         | 47                        | 95                        | 123                       | 153                       | 202                       | 139                       | 147                       | 191.415 |                |
| Votos inválidos/en blanco          | Votos inválidos/en blanco | Votos inválidos/en blanco | Votos inválidos/en blanco | Votos inválidos/en blanco | Votos inválidos/en blanco | Votos inválidos/en blanco | Votos inválidos/en blanco | Votos inválidos/en blanco | 15      |                |
| Total                              | Total                     | Total                     | Total                     | Total                     | Total                     | Total                     | Total                     | Total                     | 924     |                |
| Fuente: Nauru Electoral Commission |                           |                           |                           |                           |                           |                           |                           |                           |         |                |

### Boe
| Martin Hunt                        | 261                       | 164                       | 161                       | 130                       | 95                        | 448.167 | Electo         |
| Asterio Appi                       | 204                       | 201                       | 142                       | 174                       | 90                        | 413.333 | Reelegido      |
| Baron Waqa                         | 188                       | 79                        | 58                        | 132                       | 354                       | 350.633 | Escaño perdido |
| Mathew Batsiua                     | 144                       | 98                        | 189                       | 232                       | 148                       | 343.600 |                |
| Brett Satto                        | 14                        | 269                       | 261                       | 143                       | 124                       | 296.050 |                |
| Votos inválidos/en blanco          | Votos inválidos/en blanco | Votos inválidos/en blanco | Votos inválidos/en blanco | Votos inválidos/en blanco | Votos inválidos/en blanco | 5       |                |
| Total                              | Total                     | Total                     | Total                     | Total                     | Total                     | 816     |                |
| Fuente: Nauru Electoral Commission |                           |                           |                           |                           |                           |         |                |

### Buada
| Shadlog Bernicke                   | 270                       | 102                       | 29                        | 48                        | 37                        | 68                        | 119                       | 378.400 | Reelegido |
| Bingham Agir                       | 174                       | 155                       | 67                        | 47                        | 40                        | 100                       | 90                        | 323.107 | Reelegido |
| Linkbelt Detabene                  | 92                        | 74                        | 108                       | 76                        | 79                        | 71                        | 173                       | 236.348 |           |
| Sean Halstead                      | 37                        | 115                       | 133                       | 111                       | 112                       | 134                       | 31                        | 215.745 |           |
| Arrow Depuane                      | 53                        | 56                        | 86                        | 112                       | 185                       | 98                        | 83                        | 202.857 |           |
| Rowan Detenamo                     | 15                        | 101                       | 128                       | 181                       | 97                        | 97                        | 54                        | 196.698 |           |
| Richie Halstead                    | 32                        | 70                        | 122                       | 98                        | 123                       | 105                       | 123                       | 191.838 |           |
| Votos inválidos/en blanco          | Votos inválidos/en blanco | Votos inválidos/en blanco | Votos inválidos/en blanco | Votos inválidos/en blanco | Votos inválidos/en blanco | Votos inválidos/en blanco | Votos inválidos/en blanco | 7       |           |
| Total                              | Total                     | Total                     | Total                     | Total                     | Total                     | Total                     | Total                     | 680     |           |
| Fuente: Nauru Electoral Commission |                           |                           |                           |                           |                           |                           |                           |         |           |

### Meneng
| Lionel Aingimea                    | 256                       | 118                       | 58                        | 66                        | 64                        | 104                       | 120                       | 149                       | 186                       | 437.401 | Reelegido      |
| Khyde Menke                        | 159                       | 226                       | 154                       | 163                       | 182                       | 99                        | 39                        | 57                        | 42                        | 434.346 | Electo         |
| Tawaki Kam                         | 207                       | 104                       | 116                       | 69                        | 73                        | 127                       | 98                        | 135                       | 192                       | 402.892 | Reelegido      |
| Jesse Jeremiah                     | 172                       | 129                       | 150                       | 112                       | 99                        | 111                       | 99                        | 176                       | 73                        | 397.054 |                |
| Vodrick Detsiogo                   | 142                       | 162                       | 142                       | 90                        | 95                        | 79                        | 200                       | 102                       | 109                       | 378.433 | Escaño perdido |
| Squire Jeremiah                    | 149                       | 141                       | 112                       | 96                        | 83                        | 99                        | 116                       | 113                       | 212                       | 368.185 |                |
| Ronay Dick                         | 11                        | 125                       | 169                       | 206                       | 183                       | 154                       | 122                       | 92                        | 59                        | 279.084 |                |
| Paner Baguga                       | 12                        | 54                        | 112                       | 183                       | 186                       | 159                       | 168                       | 147                       | 100                       | 239.269 |                |
| Chubasco Diranga                   | 13                        | 62                        | 108                       | 136                       | 156                       | 189                       | 159                       | 150                       | 148                       | 234.609 |                |
| Votos inválidos/en blanco          | Votos inválidos/en blanco | Votos inválidos/en blanco | Votos inválidos/en blanco | Votos inválidos/en blanco | Votos inválidos/en blanco | Votos inválidos/en blanco | Votos inválidos/en blanco | Votos inválidos/en blanco | Votos inválidos/en blanco | 13      |                |
| Total                              | Total                     | Total                     | Total                     | Total                     | Total                     | Total                     | Total                     | Total                     | Total                     | 1,134   |                |
| Fuente: Nauru Electoral Commission |                           |                           |                           |                           |                           |                           |                           |                           |                           |         |                |

### Ubenide
| David Adeang                       | 383                       | 282                       | 214                       | 153                       | 98                        | 45                        | 54                        | 46                        | 55                        | 52                        | 55                        | 83                        | 697.375 | Reelegido      |
| Russ Kun                           | 241                       | 233                       | 389                       | 176                       | 87                        | 39                        | 49                        | 61                        | 73                        | 67                        | 73                        | 32                        | 593.806 | Reelegido      |
| Reagan Aliklik                     | 247                       | 190                       | 163                       | 135                       | 121                       | 88                        | 74                        | 56                        | 53                        | 55                        | 76                        | 262                       | 526.653 | Electo         |
| Wawani Dowiyogo                    | 224                       | 208                       | 133                       | 106                       | 123                       | 81                        | 87                        | 88                        | 90                        | 64                        | 259                       | 57                        | 505.057 | Electo         |
| Ranin Akua                         | 198                       | 224                       | 95                        | 98                        | 52                        | 69                        | 58                        | 49                        | 73                        | 137                       | 126                       | 341                       | 464.160 | Escaño perdido |
| Gabrissa Hartman                   | 93                        | 154                       | 216                       | 377                       | 113                       | 89                        | 56                        | 84                        | 110                       | 108                       | 78                        | 42                        | 425.796 | Escaño perdido |
| Vyko Adeang                        | 94                        | 61                        | 64                        | 89                        | 234                       | 141                       | 164                       | 184                       | 187                       | 144                       | 85                        | 73                        | 333.800 |                |
| Kay Aliklik                        | 4                         | 39                        | 69                        | 90                        | 198                       | 331                       | 194                       | 162                       | 129                       | 130                       | 100                       | 74                        | 254.322 |                |
| Aloysius Amwano                    | 9                         | 47                        | 39                        | 57                        | 127                       | 176                       | 167                       | 361                       | 201                       | 133                       | 112                       | 91                        | 236.864 |                |
| Maximillian Kun                    | 5                         | 34                        | 60                        | 75                        | 161                       | 146                       | 243                       | 137                       | 170                       | 171                       | 241                       | 77                        | 233.437 |                |
| Renos Agege                        | 15                        | 30                        | 51                        | 87                        | 107                       | 142                       | 134                       | 132                       | 129                       | 293                       | 144                       | 256                       | 227.517 |                |
| Darned Dongobir                    | 7                         | 18                        | 27                        | 77                        | 99                        | 173                       | 240                       | 160                       | 250                       | 166                       | 171                       | 132                       | 218.092 |                |
| Votos inválidos/en blanco          | Votos inválidos/en blanco | Votos inválidos/en blanco | Votos inválidos/en blanco | Votos inválidos/en blanco | Votos inválidos/en blanco | Votos inválidos/en blanco | Votos inválidos/en blanco | Votos inválidos/en blanco | Votos inválidos/en blanco | Votos inválidos/en blanco | Votos inválidos/en blanco | Votos inválidos/en blanco | 62      |                |
| Total                              | Total                     | Total                     | Total                     | Total                     | Total                     | Total                     | Total                     | Total                     | Total                     | Total                     | Total                     | Total                     | 1582    |                |
| Fuente: Nauru Electoral Commission |                           |                           |                           |                           |                           |                           |                           |                           |                           |                           |                           |                           |         |                |

### Yaren
| Charmaine Scotty                   | 444                       | 94                        | 37                        | 28                        | 39                        | 518.133 | Reelegido      |
| Isabella Dageago                   | 81                        | 128                       | 153                       | 148                       | 132                       | 257.400 | Electo         |
| Kieren Keke                        | 69                        | 107                       | 117                       | 196                       | 153                       | 241.100 | Escaño perdido |
| Dominic Cain                       | 34                        | 178                       | 130                       | 155                       | 145                       | 234.083 |                |
| John Julius                        | 14                        | 135                       | 205                       | 115                       | 173                       | 213.183 |                |
| Votos inválidos/en blanco          | Votos inválidos/en blanco | Votos inválidos/en blanco | Votos inválidos/en blanco | Votos inválidos/en blanco | Votos inválidos/en blanco | 5       |                |
| Total                              | Total                     | Total                     | Total                     | Total                     | Total                     | 647     |                |
| Fuente: Nauru Electoral Commission |                           |                           |                           |                           |                           |         |                |